# Upsilon Pi Epsilon
Upsilon Pi Epsilon (ΥΠΕ) o International Honor Society for the Computing and Information Disciplines (Societat d'Honor Internacional de Disciplines Informàtiques i d'Informació), és la primera societat d'honor dedicada a la disciplina de la informàtica i les disciplines de la informació. La missió d'Upsilon Pi Epsilon és reconèixer l'excel·lència acadèmica dels nivells de grau i postgrau en les disciplines d'informàtica i informació.
Coneguda també amb el nom d'UPE, Upsilon Pi Epsilon va ser fundada l'any 1967 a la Universitat de Texas A&M i s'ha expandit amb més de 270 branques en campus universitaris de tot el món. Recentment, es va establir una segona societat d'honor específic de camp informàtic amb el nom d'Epsilon Delta Pi. Amb l'augment de la importància de la tecnologia de la informació en molts àmbits, altres societats honoràries han afegit la informàtica al seu abast tradicional.
Upsilon Pi Epsilon està avalada per l'Association for Computing Machinery (ACM) i l'Institute of Electrical and Electronics Engineers Computer Society (IEEE-CS), les dues organitzacions informàtiques més importants del món. A part de conferir honor a estudiants d'informàtica i enginyeria informàtica, té una gran implicació amb el ACM International Collegiate Programming Contest.
L'UPE és membre de l'Associació de Societats d'Honor Universitàries.